# Teocrito di Chio
Teocrito di Chio (in greco Θεόκριτος; Chio, IV secolo a.C. – IV secolo a.C.) è stato un retore greco antico.

## Biografia
Sofista, discepolo di Metrodoro (che a sua volta fu allievo di Isocrate), fu avversario di Teopompo di Chio e si oppose alla politica dei re macedoni Filippo II e Alessandro. Questa sua ostilità gli fu fatale: venne giustiziato per volere del generale Antigono Monoftalmo. Scrisse un'opera intitolata Chreiai, una Storia della Libia e alcune lettere. Frammenti dei suoi scritti ci sono giunti perché citati in opere di altri autori.